# Plinia moralesii
Plinia moralesii är en myrtenväxtart som beskrevs av Barrie. Plinia moralesii ingår i släktet Plinia och familjen myrtenväxter. Inga underarter finns listade i Catalogue of Life.